# Ambrosio Spínola y Ferrer
Ambrosio Spínola y Ferrer (Madrid, 1662 - allí 31 de enero de 1741) fue un aristócrata y militar español instituido primer marqués de Montemolín por Carlos II de España en 1684.

## Biografía
Hijo de Agustín Spínola y Bañuelos, caballero de la Orden de Calatrava, de los Consejos de Hacienda y Guerra, veedor general del ejército de Flandes, y de su mujer Luisa María Ferrer y Ortiz de Angulo, hija de Vicente Ferrer y de Ana Ortiz de Angulo. Sucedió en los señoríos de Montemolín y Calzadilla.
Fue capitán de infantería en el Tercio Viejo de Lombardía, de caballos corazas en el Estado de Milán y caballero de la Orden de Calatrava (1681). Después fue maestro de cámara de la casa real, oficio que desempeñó junto a su mujer en 1684 fue nombrado supernumerario en el Consejo y Contaduría Mayor de Hacienda, y meses después fue instituido primer marqués de Montemolín gracias a una merced de título que su mujer llevó dote en matrimonio. Finalmente llegó a ser decano del Consejo de Hacienda.
Había casado en 1683 con Silvia Centurión (m. 3 de junio de 1725), hija de Cristóbal Centurión y Cattaneo (m. 1701), iv marqués de Monesterio, y de su mujer Bárbara Centurión. Fueron padres de Vicente Spínola y Centurión, que sucedió como ii marqués de Montemolín, y casó con Catalina Mesía de la Cerda y de los Ríos (m. Madrid 2 de enero de 1766, enterrada en la iglesia de la Buena Dicha), hija de Luis Mesía de la Cerda y Mendoza, ii marqués de la Vega de Armijo y de Ana de los Ríos y Cabrera.
Falleció en Madrid el 3 de enero de 1741, y fue enterrado en el convento de Nuestra Señora del Rosario, fundado por los Centurión.